# Jamajčanski country znakovni jezik
Jamjčanski country znakovni jezik (ISO 639-3: jcs), znakovni jezik kojim se na Jamajki služi oko 2 500 gluhe djece (2004 M. Kimball). Nema standardnog znakovnog jezika, a country sign, se razlikuje od regije do regije. 
Za potrebe gluhih iz cijele Jamajke, nakon završene škole na CCCD-u ("Caribbean Christian Centre for the Deaf"), nudi se mjesto za daljnji rad i život u selu Shooter’s Hill blizu Knockpatricka.

## Vanjske poveznice
- Ethnologue (14th)
- Ethnologue (15th)